# Eredivisie 1990-91
La Eredivisie 1990-91 fue la 35.ª edición de la Eredivisie. El campeón fue el PSV Eindhoven, conquistando su 9.ª Eredivisie y el 12.° título de campeón de los Países Bajos.

## Tabla de posiciones
| Pos | Equipo          | PJ | PG | PE | PP | Pts | GF | GC | DG  |                              |
| --- | --------------- | -- | -- | -- | -- | --- | -- | -- | --- | ---------------------------- |
| 1   | PSV             | 34 | 23 | 7  | 4  | 53  | 84 | 28 | 56  | Copa de Europa               |
| 2   | Ajax            | 34 | 22 | 9  | 3  | 53  | 75 | 21 | 54  | Copa de la UEFA              |
| 3   | FC Groningen    | 34 | 18 | 10 | 6  | 46  | 62 | 38 | 24  | Copa de la UEFA              |
| 4   | FC Utrecht      | 34 | 16 | 10 | 8  | 42  | 42 | 29 | 13  | Copa de la UEFA              |
| 5   | Vitesse         | 34 | 11 | 15 | 8  | 37  | 39 | 32 | 7   |                              |
| 6   | FC Twente       | 34 | 13 | 10 | 11 | 36  | 58 | 48 | 10  |                              |
| 7   | RKC             | 34 | 11 | 13 | 10 | 35  | 51 | 49 | 2   |                              |
| 8   | Feyenoord 1     | 34 | 8  | 16 | 10 | 32  | 39 | 40 | -1  | Recopa de Europa             |
| 9   | FC Volendam     | 34 | 10 | 12 | 12 | 32  | 37 | 45 | -8  |                              |
| 10  | Roda JC         | 34 | 12 | 7  | 15 | 31  | 40 | 53 | -13 |                              |
| 11  | Willem II       | 34 | 13 | 4  | 17 | 30  | 53 | 50 | 3   |                              |
| 12  | Fortuna Sittard | 34 | 9  | 12 | 13 | 30  | 33 | 47 | -14 |                              |
| 13  | Sparta          | 34 | 7  | 15 | 12 | 29  | 40 | 57 | -17 |                              |
| 14  | FC Den Haag     | 34 | 10 | 8  | 16 | 28  | 40 | 60 | -20 |                              |
| 15  | MVV             | 34 | 9  | 9  | 16 | 27  | 38 | 56 | -18 |                              |
| 16  | SVV             | 34 | 8  | 8  | 18 | 24  | 31 | 52 | -21 | 2                            |
| 17  | sc Heerenveen   | 34 | 9  | 6  | 19 | 24  | 41 | 63 | -22 | Descenso a la Eerste Divisie |
| 18  | NEC             | 34 | 6  | 11 | 17 | 23  | 27 | 62 | -35 | Descenso a la Eerste Divisie |

PJ = Partidos jugados; PG = Partidos ganados; PE = Partidos empatados; PP = Partidos perdidos; Pts = Puntos; GF = Goles a favor; GC = Goles en contra; DG = Diferencia de goles
1 Ganador de la Copa de los Países Bajos.
2 SVV permanecería en la Eredivisie después de ganar la promoción de descenso. La próxima temporada, se fusionaría con Dordrecht '90 para formar SVV / Dordrecht '90.

### Play-off de ascenso y descenso
| Equipo 1 | Agr. | Equipo 2 | Ida | Vuelta |
| -------- | ---- | -------- | --- | ------ |
| NAC      | 2-5  | SVV      | 1-4 | 1-1    |

SVV: permanece en la Eredivisie y se fusiona con Dordrecht '90 

NAC: permanece en la Eerste Divisie